# Nejvyšší státní zastupitelství
Nejvyšší státní zastupitelství se sídlem v Brně představuje vrchol soustavy státních zastupitelství České republiky.

## Působnost a pravomoci
Nejvyšší státní zastupitelství zastupuje obžalobu v trestním dovolacím řízení u Nejvyššího soudu a je zde činné i v jiných věcech (návrh na vazbu při průvozu osoby podle evropského zatýkacího rozkazu v rámci Evropské unie i v rámci extradice do ciziny, uznání cizích rozhodnutí v rodinných věcech).
Nejvyšší státní zástupce může ve veřejném zájmu podat správní žalobu proti pravomocnému správnímu rozhodnutí. Může nařídit, aby byla provedena kontrola již skončené věci, ve které bylo státní zastupitelství činné. Vydává také pokyny obecné povahy a stanoviska ke sjednocení výkladu právních předpisů.
Nejvyšší státní zastupitelství spoluzaložilo Síť generálních prokurátorů a podobných institucí při Nejvyšších soudech států Evropské unie v Paříži v únoru 2009 a první prezidentkou sítě byla zvolena tehdejší nejvyšší státní zástupkyně Renata Vesecká.

## Funkcionáři a obsazení
Nejvyššího státního zástupce jmenuje a odvolává (z jakéhokoliv důvodu nebo i bez uvedení důvodu) vláda na návrh ministra spravedlnosti, náměstky nejvyššího státního zástupce jmenuje ministr spravedlnosti na návrh nejvyššího státního zástupce. Nejvyšší státní zástupce jmenuje a odvolává dva členy Rady Justiční akademie, navrhuje ministru spravedlnosti jmenování vrchních státních zástupců a může navrhnout ministru spravedlnosti odvolání jakéhokoliv vedoucího státního zástupce.
Vedle státních zástupců působí na Nejvyšším státním zastupitelství i jejich asistenti.

### Nejvyšší státní zástupci a jejich náměstci
1. JUDr. Bohumíra Kopečná: 1994–1997
  - Náměstci:
    - JUDr. Vít Veselý: 1994–1995
    - JUDr. Marta Rábková: 1995–1997
    - JUDr. Arif Salichov: 1996
2. JUDr. Vít Veselý: 1997–1999
  - Náměstci:
    - JUDr. Marta Rábková: 1997–1999
3. Mgr. Marie Benešová: 1999–2005
  - Náměstci:
    - prof. JUDr. Jaroslav Fenyk, Ph.D., DSc., Univ. Priv. Prof.: 1999–2006
    - Mgr. Jan Záruba: 1999–2001
    - JUDr. Lumír Crha: 2001–2005
4. JUDr. Renata Vesecká: 2005–2010
  - Náměstci:
    - JUDr. Karel Černovský: 2005–2010
    - doc. JUDr. Zdeněk Koudelka, Ph.D.: 2006–2010
    - JUDr. Olga Šebková: 2006–2010
5. JUDr. Pavel Zeman: 2011–2021
  - Náměstci:
    - JUDr. Stanislav Mečl: 2011–2012
    - JUDr. Igor Stříž: 2011–2021
    - Mgr. Pavel Pukovec: 2013–2021
    - Mgr. Jiří Pavlík: 2016–2021
6. JUDr. Igor Stříž: 2021–2025
  - Náměstci:
    - Mgr. Jiří Pavlík: 2021–2025
    - JUDr. Přemysl Polák, Ph.D.: 2021–2025
7. JUDr. Lenka Bradáčová, Ph.D.: od 2025
  - Náměstci:
    - JUDr. Zdeněk Kasal: od 2025
    - Mgr. Jiří Pavlík: od 2025